# Pompilites incertus
Pompilus incertus
Espèce
Synonymes
- †Pompilus incertus Théobald, 1937

Pompilites incertus est une espèce fossile d'insectes Hyménoptères de la super-famille des Vespoidea, de la famille des Pompilidae et du genre Pompilites.

## Classification
L'espèce Pompilites incertus est décrite en 1937 par le paléontologue français Nicolas Théobald (1903-1981) dans sa thèse, sous le protonyme Pompilus incertus,. 

### Fossiles
L'holotype « 5 » appartient à la collection de l'institut géologique de Marseille et vient des calcaires en plaquettes de Camoins-les-Bains près de Marseille, probablement du Sannoisien.

### Étymologie
L'épithète spécifique incertus signifie en latin « incertain », voir paragraphe #Affinités.

## Description

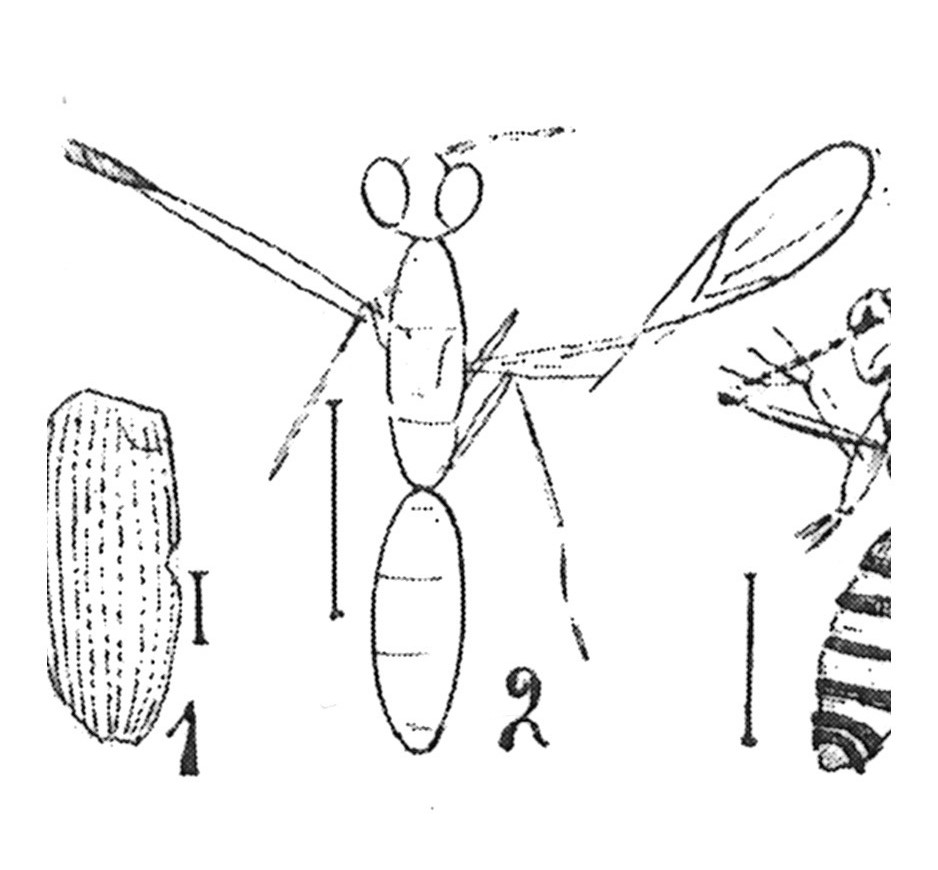
Pompilus incertus -2- N. Théobald 1937 Holotype éch5 Inst. Géol. Marseille x2,8 p. 284 pl. XX Insectes de Camoins-les-Bains.

### Caractères
La diagnose de Nicolas Théobald en 1937, : 

« Empreinte mal conservée d'un Hyménoptère Pompilide ; teinte non visible. Tête transversale ; deux gros yeux latéraux ; de forme ovale, front court ; fragment d'antennes montrant encore 3 articles cylindriques. Thorax allongé, ovale, un peu plus étroit que la tête, très nettement divisé en trois parties. Abdomen fusiforme, non pétiolé, segmentation effacée. Pattes grêles, moyennes. Ailes dépassant l'abdomen, nervation mal conservée. ».

### Dimensions
L'holotype a une longueur du corps de 10 mm et une longueur d'aile de 7,5 mm.

### Affinités
« L'échantillon avait été étiqueté Sergomorphus Lonchari par le Dr Abeille de Perrin ; il est resté inédit.
L'allure du corps, la forme de la tête et des antennes le rangent parmi les Pompilidae. Il est très voisin de Pompilus coquandi que nous décrivons d'Aix (v. p.436) ; mais sa conservation trop fruste ne permet pas une identification certaine. »

## Biologie
« Les Pompiles chassent les Araignées. Ces dernières sont aussi représentées dans la faune d'Aix ».

### Publication originale
- [1937] Nicolas Théobald, « Les insectes fossiles des terrains oligocènes de France 473 p., 17 fig., 7 cartes,13 tables, 29 planches hors texte », Bulletin Mensuel de la Société des Sciences de Nancy et Mémoires de la Société des sciences de Nancy, Imprimerie G. Thomas,‎ 1937, p. 1-473 (ISSN 1155-1119 et 2263-6439, OCLC 786027547). .